# Гогенлоэ-Вальденбург-Шиллингсфюрст, Франциска
Франциска Мария Анна Гогенлоэ-Вальденбург-Шиллингсфюрст (нем. Franziska Maria Anna zu Hohenlohe-Waldenburg-Schillingsfürst, 21 июня 1897, Теплице, Австро-Венгрия — 21 июля 1989, Зальцбург, Австрия) — немецкая принцесса, супруга эрцгерцога Максимилиана Евгения, брата императора Карла I.

## Биография
Франциска Мария Анна Гогенлоэ-Вальденбург-Шиллингсфюрст родилась в семье принца Конрада Гогенлоэ-Вальденбург-Шиллингсфюрста и его супруги графини Франциски фон Шенбург 21 июня 1897 года.
27 ноября 1917 года вышла замуж за австрийского эрцгерцога Максимилиана Евгения, младшего и единственного брата последнего императора Австро-Венгрии Карла I. Он был сыном эрцгерцога Отто Франца и его супруги принцессы Мария Йозефы Саксонской. Свадьба состоялась в Лаксенбурге, недалеко от Вены. В браке родилось двое сыновей:
- Фердинанд (1918—2004) — женился на графине Елене Тёрринг-Йеттенбахской, дочери принцессы Елизаветы Греческой, имел двух дочерей и сына;
- Генрих (1925—2014) — женат на графине Людмиле фон Гален, имел троих сыновей и дочь.

После распада Австро-Венгрии Франциска вместе с супругом и детьми уехала во Францию, где жили под псевдонимом «графов Вернберг». Максимилиан умер в 1952 года. Франциска пережила его на 37 лет и умерла в 1989 году в Зальцбурге.